# Tito Tettamanti

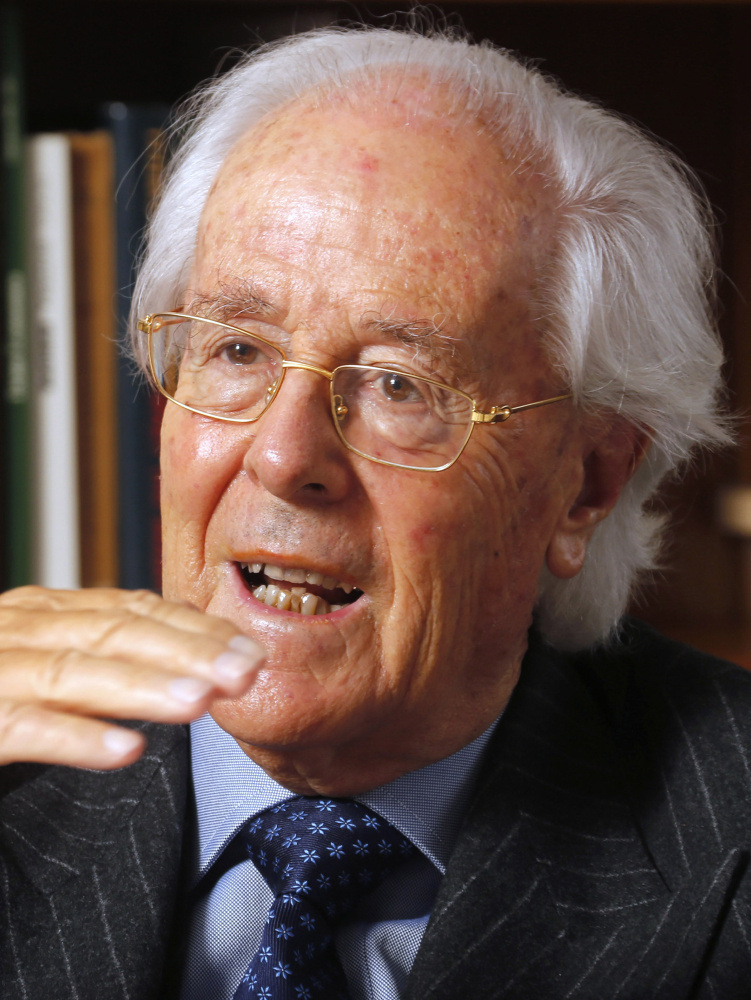
Tito Tettamanti (2013)

Tito Tettamanti (* 6. Oktober 1930 in Lugano) ist ein Schweizer Rechtsanwalt, Politiker, Tessiner Staatsrat der Christlichdemokratischen Volkspartei (CVP), Unternehmer und Kapitalist.

## Werdegang
Tettamanti ist das einzige Kind eines Bankprokuristen. Er studierte Rechtswissenschaften an der Universität Bern, wurde 1953 in Bern promoviert und erlangte 1955 das Anwaltspatent. Er begann im selben Jahr als Anwalt zu arbeiten und eröffnete in Lugano 1959 ein eigenes Anwalts- und Notariatsbüro. 
Von 1955 bis 1959 gehörte er als CVP-Politiker dem Grossrat des Kanton Tessin an. 1959 wurde er zum Staatsrat gewählt und stand dem Justiz- und Polizeidepartement vor. 18 Monate später musste er nach einem Skandal um eine Busse für Steuerhinterziehung, die er eigenmächtig einem Bauunternehmer gekürzt hatte, zurücktreten.
1959 gründete Tettamanti die Anwalts- und Notariatskanzlei Tettamanti-Spiess-Dotta und Ende 1960 die Treuhandgesellschaft Fidinam SA, die zunächst die Anwalts- und Notariatskanzlei Tettamanti-Spiess-Dotta bei der Erbringung von Verwaltungs- und Buchhaltungsdienstleistungen für ihre Kunden unterstützte und später zu einer der zehn wichtigsten Schweizer Treuhandgesellschaften wurde. Er war 25 Jahre lang Generaldirektor von Fidinam und ist heute Ehrenpräsident der Fidinam-Gruppe.
Tettamanti betätigte sich in den 60er und 70er Jahren zudem als Immobilieninvestor, zunächst im Tessin, später in Kanada. In den 80er Jahren beteiligte er sich in New York als Finanzspekulant an der Neustrukturierung von Unternehmen wie United Airlines und Gillette. Nach dem Börsencrash von 1987 kehrte Tettamanti zurück in die Schweiz und legte sich als Aktionär von Schweizer Traditionsunternehmen des Maschinenbaus wie Sulzer AG, Saurer oder Rieter mit dem gesamten Schweizer Wirtschafts-Establishment an. Im Jahre 2005 machte er mit seinen Engagements bei Ascom und SIG Holding von sich reden.
Publizistisch betätigte sich Tettamanti als Buchautor und als Haupteigentümer der Jean Frey AG, eines Schweizer Zeitschriftenverlags. In dieser Rolle positioniert er sich als libertärer Visionär, der gegen politische Korrektheit und für mehr Streitkultur kämpft. In Kolumnen, die er von 2013 bis 2017 für die Schweiz-Beilage der deutschen Wochenzeitschrift Die Zeit schrieb, lobt er die Wirtschaftspolitik Chinas und sieht den Grund für die Arbeitslosigkeit in einem Bildungssystem, das von Kindern und Jugendlichen nicht genügend fordert. Als erklärter Kapitalist, der für Wirtschaftsliberalismus eintritt, findet er seine Gegner unter «linken» Journalisten. Im Juli 2006 hat Tettamanti Roger Köppel zur Weltwoche zurückgeholt und ihm die Zeitschrift verkauft.
Am 8. Februar 2010 wurde bekannt, dass Tettamanti zusammen mit dem Basler Medienanwalt Martin Wagner die Basler Zeitung Medien übernimmt. Die beiden kauften die Anteile der Verlegerfamilie Hagemann und der Publigroupe. Wagner seinerseits hatte am 21. Januar der Familie Hagemann das Basler Privatradio Radio Basilisk verkauft, welches sich zu 100 Prozent in seinem Besitz befunden hatte. Am 24. November 2010 verkauften Tettamanti und Wagner die ganzen Anteile der Basler Zeitung Medien an Crossair-Gründer Moritz Suter. Im Dezember 2011 gelangte die Basler Zeitung über die neu gegründete «MedienVielfalt Holding» wiederum in den Einflussbereich Tettamantis. Er begründete sein Engagement in einem Interview mit dem Tages-Anzeiger als Beitrag zur Wiederherstellung «echter Vielfalt» in der Schweizer Printmedienlandschaft. Er übernahm die Basler Zeitung nach eigenen Angaben von Rahel Blocher, einer Tochter von Christoph Blocher, die nach Streitigkeiten mit Moritz Suter diesen gemäss einer nicht öffentlichen Vereinbarung offenbar veranlasste, die Aktien an sie zu verkaufen. Seit Ende Juni 2014 gehört die Basler Zeitung zu je einem Drittel Markus Somm, Christoph Blocher und Rolf Bollmann. Sie übernahmen die Aktien von der «MedienVielfalt Holding». Über den Kaufpreis wurde Stillschweigen vereinbart.
Tettamanti diente als Vorsitzender des Verwaltungsrates  von Sterling Strategic Value Limited bis 2012 und belegt seit diesem Jahr die Position als Ehrenpräsident des Verwaltungsrates. Im Januar 2017 wurde Sterling Strategic Value Limited in einen alternativen Investmentfonds von luxemburgischem Recht umgewandelt und wurde in Sterling Strategic Value Fund S.A. umbenannt. Tettamanti bekleidet weiterhin das Amt als Ehrenpräsident. Er war ausserdem Präsident des Verwaltungsrates von mehreren Unternehmen, darunter ST Group Holding Inc., ST Real Estate Holding Inc. und ST Services Holding Inc., und belegt heute noch die Position des Ehrenpräsidenten der ST Real Estate Holding Inc., der ST Australia Real Estate Inc. und der ST USA Real Estate Inc.
Seit 2008 ist Tettamanti Präsident der Stiftung Fidinam, einer gemeinnützigen Organisation, die Projekte in den Bereichen Bildung, Forschung, Gesundheit, soziale und wirtschaftliche Entwicklung unterstützt. Die Stiftung Fidinam unterliegt der Aufsicht dem Eidgenössischen Departement des Innern. Der Vorstand der Stiftung Fidinam besteht ebenfalls aus Massimo Pedrazzini, Roberto Grassi, Tiziano Moccetti, Alessandra Niedecker und Konrad Hummler. Seit 2009 ist Tettamanti Präsident der Fidinam International Charity Foundation.
Der Schweizer Publizist und Ökonom Roger de Weck bezeichnet Tettamanti als «Strippenzieher reaktionärer Medien und als Türöffner von Steve Bannon, dem ehemaligen Strategen Donald Trumps».

## Kritik
Die von Tettamanti gegründete Firma Fidinam galt in den 1990er Jahren als „König der Offshore-Finanzinstitute“ und profitierte lange Zeit von seiner strategischen Lage auf einer Achse zwischen Italien und Liechtenstein und von dort aus zu allen Steueroasen. Das Unternehmen tauchte in den 1990er und 2000er Jahren in mehreren politisch-finanziellen Skandalen auf (Tangentopoli, Parmalat, Enimont etc.). Sie soll auch in einen Fall von verdeckter Finanzierung der rechtsextremen Partei Lega Lombarda verwickelt gewesen sein.
Tettamanti wird über seine Firma Fidinam die Verwicklung in das Geschäft von Steuervermeidung und Geldwäsche angelastet.
Tettamanti war Aktionär der BSI SA. Wegen des Verstosses gegen Geldwäschereivorschriften verfügte 2016 die Eidgenössische Finanzmarktaufsicht Finma die Auflösung der Bank und zog «ungerechtfertigt erzielten Gewinn» von 95 Millionen Franken ein; die Bundesanwaltschaft eröffnete ein Strafverfahren.
Im Oktober 2021 wurde sein Name in den Pandora Papers erwähnt. Zu den Kunden von Fidinam soll u. a. auch Chalifa bin Salman Al Chalifa, der langjährige, autokratische Premierminister von Bahrain gehört haben; gegen einen mutmasslichen, langjährigen Kunden von Fidinam, Delfo Zorzi, wurde wegen seiner mutmasslichen Beteiligung an zwei tödlichen Terroranschlägen ermittelt, bei denen 24 Menschen starben; im Jahr 2017 sollen panamaische Aufsichtsbehörden festgestellt haben, dass u. a. Fidinam einem ehemaligen leitenden Angestellten des brasilianischen Ölkonzerns Petrobras, Paulo Roberto Costa, geholfen habe, zwei Strohfirmen zu gründen, über die er mehr als 5 Mio. USD an Bestechungsgeldern eingenommen haben und hochrangige Regierungsbeamte in einem Dutzend mittel- und südamerikanischer Länder verwickelt gewesen sein sollen; Fidinam soll mit zwei Brüdern – Meyer und Nessim El Maleh – zusammengearbeitet haben, nachdem sie 2013 in der Schweiz wegen Geldwäsche in Höhe von schätzungsweise 800 Millionen Dollar verurteilt worden waren.
Fidinam soll gemäss dem Internationalen Netzwerk investigativer Journalisten Lücken im Regulierungssystem ausgenutzt haben, um Kunden dabei zu helfen, Geld vor Steuerbehörden und Gerichten zu verstecken. Seit den frühen 2000er Jahren hat Fidinam mit Alcogal, einer panamaischen Anwaltskanzlei, zusammengearbeitet, um mehr als 7.000 Briefkastenfirmen für ihre internationale Kundschaft zu gründen.

## Vermögen
Sein Vermögen wurde 2018 vom Schweizer Wirtschaftsmagazin Bilanz auf 950 Millionen Franken geschätzt.

## Privates
Er ist in zweiter Ehe mit Dolores Gilardi verheiratet, hat drei Töchter und lebt in Lugano seit seiner Rückkehr aus London im Jahr 2010.

## Publikationen
- mit Alfonso Tuor: T contro T – Un mondo in crisi – rivolte o rivoluzione?, Edizioni San Giorgio, Muzzano 2021, ISBN 978-88-905070-8-3.
- mit Alfonso Tuor: T contro T - Disuguaglianza, Disagio, Democrazia. Edizioni San Giorgio, Muzzano 2019,  ISBN 978-88-905070-3-8.
- Flash. Armando Dadò Editore, Locarno 2018, ISBN 978-88-8281-506-6.
- mit Alfonso Tuor: T contro T - Te lo do io il liberismo. Edizioni San Giorgio, Muzzano 2017, ISBN 88-905070-1-2.
- Die sieben Sünden des Kapitals. Bilanz Verlag, Zürich 2003, ISBN 3-909167-94-2.
- mit Alfredo Bernasconi: Manifest für eine liberale Gesellschaft. Ammann, Zürich 1996, ISBN 3-250-10296-2.
- Welches Europa? Das Europa der Kaufleute oder das Europa der Bürokraten?. Ammann, Zürich 1994, ISBN 3-250-10229-6.